# HMS E21
HMS E21 – brytyjski okręt podwodny typu E. Zbudowany w latach 1914–1915 w Vickers, Barrow-in-Furness. Okręt został wodowany 12 czerwca 1915 roku i rozpoczął służbę w Royal Navy 1 października 1915. Dowódcą jednostki został Lt. Cdr. T.C.B. Harbottle. Okręt został skierowany do działań na Morzu Śródziemnym. 
W czasie działań wojennych stacjonował na Malcie oraz w Brindisi we Włoszech. 30 lipca 1918 roku pod dowództwem Lt. H.C. Carlyona Brittona zatopił austriacki okręt handlowy Vila. 
Po zakończeniu działań wojennych został sprzedany w grudniu 1921 roku.